# Eublemma taftana
Eublemma taftana is een vlinder van de familie van de spinneruilen (Erebidae). De wetenschappelijke naam van deze soort is voor het eerst voorgesteld als Porphyrinia taftana door Wilhelm Brandt in een publicatie uit 1941.
De soort komt voor in Iran.